# جزر العذراء في الألعاب الأولمبية
جزر العذراء في الألعاب الأولمبية الألعاب الأولمبية هي من أهم الأحداث الرياضية في جزر العذراء ، تقوم اللجنة الأولمبية للجزر العذراء بالإشراف في شؤون مشاركة الجزر العذراء في الألعاب الأولمبية، شاركت جزر العذراء أول مرة في الألعاب الأولمبية في دورة 1968 في مكسيكو في المكسيك، فازت جزر العذراء حتى الآن في مشوارها في الألعاب الأولمبية الصيفية بميدالية فضية واحدة.
في الألعاب الأولمبية الشتوية شاركت جزر العذراء أول مرة في دورة 1988 في كالغاري في كندا ولم تفز حتى الآن بأي ميدالية في الألعاب الشتوية.